# Deep Purple: Extended Versions
Deep Purple: Extended Versions uživo je album britanskog hard rock sastava Deep Purple, kojeg 2000. godine, objavljuje diskografska kuća 'BGM'.
Materijal na albumu snimljene je početkom 1976. godine, ali nije objavljen do 2000-te. On sadrži materijal s koncertnim izvedbama postave MK IV s Tommyem Bolinom.

## Popis pjesama
1. "Burn" (David Coverdale, Ritchie Blackmore, Jon Lord, Ian Paice) - 8:15
2. "Lady Luck" (Coverdale, Roger Cook) - 3:13
3. "Highway Star/Not Fade Away" (Ian Gillan, Blackmore, Roger Glover, Lord, Paice)/(Buddy Holly, Norman Petty) - 7:16
4. "This Time Around" (Tommy Bolin, Glenn Hughes, Lord) - 7:05
5. "Going Down" (Don Nix) - 7:29
6. "Highway Star" (Gillan, Blackmore, Glover, Lord, Paice) - 5:34
7. "Smoke on the Water" (Gillan, Blackmore, Glover, Lord, Paice) - 6:44
8. "Georgia on My Mind" (Hoagy Carmichael, Stuart Gorrell) - 2:50
9. "Tommy Bolin Guitar Solo" (Bolin) - 10:32
10. "Love Child" (Coverdale, Bolin) - 5:49

## Personnel
- David Coverdale - Prvi vokal
- Tommy Bolin - Gitara, Vokal
- Glenn Hughes - Bas gitara, Vokal
- Jon Lord - Klavijature, Prateći vokali
- Ian Paice - Bubnjevi

## Vanjske poveznice
- Allmusic.com - Deep Purple - Deep Purple: Extended Versions